# Schaatsen op de Winteruniversiade 2023
Langebaanschaatsen was een onderdeel op de Winteruniversiade 2023 in Lake Placid, Verenigde Staten. Er werd van 15 t/m 20 januari geschaatst op de buitenijsbaan James B. Sheffield Olympic Skating Rink. Op het programma stonden dertien onderdelen, ten opzichte van 2017 waren de langste afstanden geschrapt en vervangen door een gemengde aflossing.

## Podia

### Mannen
| Afstand       | Goud             | Zilver             | Brons           |
| ------------- | ---------------- | ------------------ | --------------- |
| 500m          | Wataru Morishige | Kazuya Yamada      | Marek Kania     |
| 1000m         | Kazuya Yamada    | Taiyo Nonomura     | David La Rue    |
| 1500m         | Taiyo Nonomura   | Kazuya Yamada      | Motonaga Arito  |
| 5000m         | Riccardo Lorello | Daniele Di Stefano | Motonaga Arito  |
| Massastart    | David La Rue     | Daniele Di Stefano | Hubert Marcotte |
| Achtervolging | Japan            | Zuid-Korea         | Canada          |

### Vrouwen
| Afstand       | Goud          | Zilver          | Brons             |
| ------------- | ------------- | --------------- | ----------------- |
| 500m          | Kim Min-sun   | Moe Kumagai     | Park Chae-eun     |
| 1000m         | Kim Min-sun   | Iga Wojtasik    | Park Chae-eun     |
| 1500m         | Park Ji-woo   | Natalia Jabrzyk | Veronika Antošová |
| 3000m         | Laura Hall    | Park Ji-woo     | Rose-Anne Grenier |
| Massastart    | Misaki Shinno | Yuka Takahashi  | Josephine Heimerl |
| Achtervolging | Polen         | Zuid-Korea      | Japan             |

### Gemengd
| Afstand   | Goud       | Zilver | Brons  |
| --------- | ---------- | ------ | ------ |
| Aflossing | Zuid-Korea | Japan  | Spanje |

## Medaillespiegel
| Pos. | Land       | Goud | Zilver | Brons | Totaal |
| ---- | ---------- | ---- | ------ | ----- | ------ |
| 1    | Japan      | 5    | 6      | 3     | 14     |
| 2    | Zuid-Korea | 4    | 3      | 2     | 9      |
| 3    | Canada     | 2    | 0      | 4     | 6      |
| 4    | Polen      | 1    | 2      | 1     | 4      |
| 5    | Italië     | 1    | 2      | 0     | 3      |
| 6    | Duitsland  | 0    | 0      | 1     | 1      |
| 6    | Spanje     | 0    | 0      | 1     | 1      |
| 6    | Tsjechië   | 0    | 0      | 1     | 1      |

Winteruniversiade

1968 Innsbruck · 
1970 Rovaniemi · 
1972 Lake Placid · 
1991 Sapporo · 
1997 Muju · 
2005 Innsbruck · 
2007 Turijn · 
2009 Harbin · 
2013 Trentino/Baselga · 
2017 Almaty · 
2023 Lake Placid
Wereld Universiteitskampioenschap

2012 Zakopane · 
2014 Almaty · 
2016 Baselga di Pinè · 
2018 Minsk · 
2020 Amsterdam · 
2022 Lake Placid · 
2024 Hamar